# Sin vergüenza (película)
Sin vergüenza es una película española dirigida por Joaquín Oristrell en 2001.

## Argumento
Un guion cinematográfico cae en manos de Isabel (Verónica Forqué) por casualidad. Al leerlo se da cuenta de que es la misma historia del romance que tuvo ella con el director de cine Mario Fabra (Daniel Giménez Cacho), autor del guion. Isabel decide citarse con Mario, al que no ha vuelto a ver; pero a la hora de la verdad ella se siente ridícula y finge no reconocerle. Él, que también la ha reconocido, reacciona de la misma manera. Ambos tienen amantes jóvenes: Mario tiene a Cecilia, una actriz de teleserie con problemas de autoestima; Isabel tiene a Alberto, un profesor de expresión corporal, tan primario como dependiente. Mario necesita actores nuevos para su película. Tras meditarlo, decide usar a Isabel y a su escuela para conseguirlos. En realidad él desea estar cerca de Isabel tanto como Isabel desea reencontrarle.

## Premios

### Goyas 2001
| Categoría               | Persona                                                          | Resultado  |
| ----------------------- | ---------------------------------------------------------------- | ---------- |
| Mejor actriz de reparto | Rosa María Sardá                                                 | Ganadora   |
| Mejor guion original    | Dominic Harari Cristina Rota Teresa de Pelegrí Joaquín Oristrell | Candidatos |

### Festival de Cine Español de Málaga
| Categoría      | Persona                                                          | Resultado |
| -------------- | ---------------------------------------------------------------- | --------- |
| Mejor director | Joaquín Oristrell                                                | Ganador   |
| Mejor actriz   | Verónica Forqué                                                  | Ganadora  |
| Mejor guion    | Dominic Harari Cristina Rota Teresa de Pelegrí Joaquín Oristrell | Ganador   |